# Ascelpiades (patriarcha Antiochii)
Ascelpiades – 10. patriarcha Antiochii; sprawował urząd w latach 211–220, święty Cerkwi prawosławnej i Kościoła katolickiego, męczennik nie z powodu śmierci męczeńskiej, lecz  z powodu cierpień, jakie musiał znieść za życia.